# Tatort: Roter Tod
Roter Tod ist ein Fernsehfilm aus der Krimireihe Tatort mit dem Ludwigshafener Ermittlerduo Lena Odenthal (Ulrike Folkerts) und Mario Kopper (Andreas Hoppe). Es handelt sich um die 654. Tatort-Folge und eine Produktion des SWR in Zusammenarbeit mit Maran Film. Die Episode wurde am 28. Januar 2007 im Ersten Deutschen Fernsehen zum ersten Mal ausgestrahlt.
Ein vermutlich durch eine Bluttransfusion HIV-infizierter Taxifahrer wird zum Hauptverdächtigen im Fall um eine ermordete Ärztin.

## Handlung
Iris Wegner ist eine junge Ärztin im Krankenhaus. Nachdem das Krankenhaus ihr nach nur einem Jahr gekündigt hat, wird sie am Abend mit aufgeschnittenen Pulsadern in ihrer Badewanne tot aufgefunden. Kriminaltechniker Becker kann aufgrund des Schnittverlaufs beweisen, dass sie sich die Schnitte nicht selber zugefügt haben kann. Außerdem findet er einen Ohrabdruck an der Wohnungstür, was beweist, dass jemand an der Tür gelauscht haben muss.
Odenthal und Kopper ermitteln zunächst im Krankenhaus. Dort erfahren sie, dass der Patient Enzo Marchese die Ärztin verklagt hatte, nachdem er nach einer Bluttransfusion mit dem HIV infiziert wurde. Daraufhin hat ihr die Klinik gekündigt. Laut ihrem Vorgesetzten Dr. Klaus Merheim sei die Entlassung jedoch nur durch Personaleinsparung begründet gewesen. Der nächste Weg führt die Ermittler zu Enzo Marchese. Er war bis zuletzt aktiver Boxer und darf aufgrund seiner HIV-Infektion seinen Sport nicht mehr ausüben. Daraufhin arbeitet er nun als Taxifahrer. Odenthal befragt ihn und stellt fest, dass er immer noch sehr wütend auf die Ärztin ist. Doch er kann ein Alibi für die Tatzeit nachweisen.
Kopper recherchiert nach der Lieferfirma, die das Krankenhaus mit Blutkonserven versorgt. Das führt ihn zu Peter Benda, dem Chef der Firma „Global Plasma“, der sich angeblich dem Kampf gegen AIDS verschrieben hat und dafür Wohltätigkeitsveranstaltungen durchführt. Auf einer solchen Musikgala wird er von der Anwältin Vera Launhardt verbal angegriffen, die ihn in aller Öffentlichkeit als Mörder bezeichnet, da er mit verseuchtem Blut handeln würde. Um den Skandal abzuschließen, bewirft sie ihn mit einem Beutel Blut.
Als die Ermittler Enzo Marchese noch einmal befragen wollen, flüchtet er. Doch Kopper kann ihn aufhalten und beim Verhör erscheint Vera Launhardt – Marcheses Anwältin. Bei ihrem privaten Feldzug gegen die Firma „Global Plasma“ kann sie ein aktuelles Opfer wie Marchese gut gebrauchen. Becker identifiziert den Ohrabdruck als von Marchese stammend. Dieser gibt an, dass Frau Dr. Wegner ihn angerufen hatte, weil sie angeblich Beweise dafür hatte, dass seine Blutkonserve verseucht war. Daraufhin ist er zu ihr gefahren, hat an der Tür gelauscht, ist dann aber wieder gegangen. Da ihm seine Anwältin für die Tatzeit ein Alibi gibt, muss Marchese wieder freigelassen werden. Odenthal spricht Vera Launhardt auf ihre Aktion auf der Gala an und so erfährt sie, dass Launhardts kleine Tochter an AIDS gestorben ist, nachdem sie eine verseuchte Blutkonserve bekommen hatte.
Die Ermittler gehen der Spur der Blutkonserven nach und befragen erneut Peter Benda, der angibt, zur Tatzeit bei Silke Merheim gewesen zu sein, um für die Gala zu Proben. Silke Merheim bestätigt das, als Odenthal und Kopper nachfragen.
Am Ende stellt sich heraus, dass Dr. Klaus Merheim in Bendas Schuld stand. Da sein Reiterhof hoch verschuldet war, hatte Benda ihm einen siebenstelligen Betrag geliehen und kurz darauf wurde Global Plasma der Hauptlieferant für Blutkonserven. Als im Falle von Marchese ungetestete Konserven geliefert wurden und es zu der Infektion kam, hatte Benda Merheim unter Druck gesetzt, sodass er die Unbedenklichkeit der Blutkonserven bestätigte. Iris Wegner hatte jedoch Skrupel bekommen und für Marchese eine Probe der verseuchten Konserve als Beweis sichergestellt.
Becker gelingt es, DNA von Peter Benda in Iris Wegners Wohnung nachzuweisen, woraufhin Frau Merheim das Alibi für Benda zurücknimmt und Benda festgenommen wird.

## Hintergrund
Der Film wurde vom Südwestrundfunk in Zusammenarbeit mit Maran Film produziert und in Ludwigshafen und Baden-Baden gedreht.

## Rezeption

### Einschaltquoten
Die Erstausstrahlung von Roter Tod am 28. Januar 2007 wurde in Deutschland insgesamt von 9,11 Millionen Zuschauern gesehen und erreichte einen Marktanteil von 23,90 Prozent für Das Erste.

### Kritik
Tilmann P. Gangloff urteilt: ‚Roter Tod‘ „ist eine reizvolle Geschichte, die mit etwas anderem Schwerpunkt ohne Frage das Potenzial für ein packendes Psychogramm besessen hätte. Regisseur Christoph Stark aber belässt es beim Krimi, was schade ist; ähnlich wie zuletzt beim hervorragenden ‚Tatort‘ aus Köln (‚Die Blume des Bösen‘) wäre es sicher reizvoll gewesen, das Seelenleben der stets so beherrschten Ermittlerin tiefer auszuloten.“
Kathrin Buchner  bei Stern.de kritisiert: „Trotz der spannenden Thematik - die Figuren im Fokus der Ermittlungen, die blasierte Arztgattin, der ehrgeizige Chefarzt, der berechende Firmenchef, alle bleiben merkwürdig statisch und eindimensional. Lediglich der wütend-verzweifelte HIV-infizierte Enzo, der sein Schicksal nicht tatenlos hinnehmen will, erweckt das Mitgefühl des Zuschauers. […]
Es sind die starken und liebevoll gezeichneten Ermittlerfiguren, die viele Schläge einstecken müssen und den ‚Roter Tod‘ sehenswert machen: die verstörte Odenthal, der Opern-schmetternde Kopper und der akribische Becker.“
Franz Solms-Laubach bei der Welt.de urteilt recht nüchtern: „Es war sicherlich nicht der spannendste ‚Tatort‘-Krimi. Aber wieder einmal ist es den Autoren (Horst Freund) gelungen, ein gesellschaftliches relevantes Drama zu einem fesselnden Krimi-Plot zu verarbeiten. […] Dabei kam der Film ganz ohne Kitsch und Pathos aus. Das lag zum einen sicherlich an der bereits bewährten Kühle und Unnahbarkeit von Schauspielerin Ulrike Folkerts. Zum anderen aber sicherlich auch an der Arbeit von Regisseur Stark, der den Krimi unaufgeregt und mit ruhiger Kameraführung (Ralf Nowak) erzählt hat.
Insgesamt war der SWR-‚Tatort‘ sehenswert, gerade weil er ein schwieriges Thema krimitauglich verarbeitet hat.“
Die Kritiker bei Prisma.de meinen, dass „Drehbuchautor Hort Freund hier deutlich über das Ziel hinausgeschossen [ist], denn zu unglaubwürdig und wenig spannend bleiben die durchaus interessanten Ansätze um das Thema Aids, verseuchte Blutkonserven und den kommerziellen Handel mit Blut.“
Die Kritiker der Fernsehzeitschrift TV Spielfilm schreiben über diesen Tatort: „Gute Charaktere, aber verzettelt inszeniert.“